# Gerhard Halbritter
Gerhard Richard Halbritter (* 11. September 1908 in Mühlhausen/Thüringen; † 15. Juli 2002 in Tübingen) war ein deutscher Bildhauer, Zeichner und Grafiker.

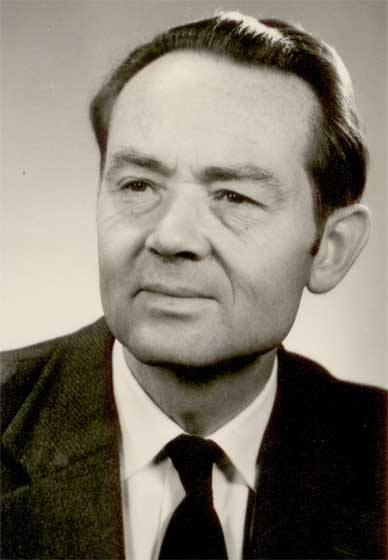
Gerhard Halbritter

## Leben
1924 begann Gerhard Halbritter eine Holzbildhauerlehre und nahm nebenher Privatunterricht für Malerei und Bildhauerei. Nach dem Tod seiner Mutter 1926 studierte der Vollwaise (sein Vater war im Ersten Weltkrieg gefallen) mit finanzieller Unterstützung seines Onkels zunächst für zwei Jahre an der Kunstgewerbeschule in Budapest bei Matrei. Dann zog es ihn weiter nach Rom an die Accademia di Belle Arti (Antonino Calcagnadoro), nach Paris an die École nationale supérieure des Beaux-Arts (Henri Bouchard), nach Brüssel an die Académie royale des Beaux-Arts Bruxelles (Égide Rombaux) und schließlich nach Kopenhagen an die Königliche Akademie der schönen Künste (Aksel Jørgensen). Dort lernte er dessen Tochter, Rut Joergensen, kennen, die er 1936 heiratete. Das Paar hatte drei Kinder.
In der Zeit des Nationalsozialismus war Halbritter Mitglied der Reichskammer der bildenden Künste und u. a. 1939 mit drei Radierungen auf der Großen Deutsche Kunstausstellung in München vertreten. In Kopenhagen arbeitete er als freischaffender Künstler, bis er 1944 zum Kriegsdienst nach Ungarn und Böhmen als Übersetzer und Schreiber eingezogen wurde. Nach Kriegsende wurde er in Kopenhagen inhaftiert und bis 1947 interniert, anschließend aus Dänemark ausgewiesen.

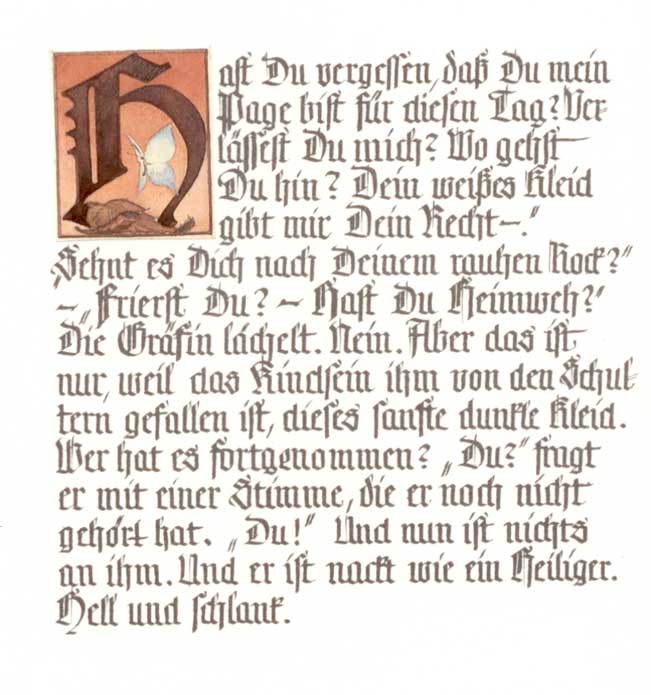
Kalligrafische Nachschrift von Rainer Maria Rilkes Die Weise von Liebe und Tod des Cornets Christoph Rilke (Tübingen 1946)

Während seiner Gefangenschaft in Dänemark fertigte Halbritter 1946 eine in Frakturschrift verfasste und mit 29 aquarellierten Initialvignetten ausgestattete Abschrift von Rilkes „Die Weise von Liebe und Tod des Cornets Christoph Rilke“ an, einer 1912 als erster Band in der Insel-Bücherei erschienenen Erzählung. 1984 wurde diese Arbeit in einer bibliophilen Ausgabe verlegt.
Zurück in Deutschland verschlug es ihn zunächst nach Baden-Baden (Institut für künstlerisches Planen und Schaffen) und danach weiter nach Tübingen. Zunächst freischaffend tätig, arbeitete er ab 1958 vier Jahre lang als wissenschaftlicher Zeichner an der Tübinger Universitätsklinik für HNO. Seither war er freischaffend tätig.
Es liegt ein umfangreiches graphisches Werk vor, unter anderem über 100 Radierungen zu Sakralbauten wie z. B. Ulm, Basel, Brüssel, Straßburg, Mainz, Barcelona, Kopenhagen, Speyer, Freiburg. Bemerkenswert ist die Rekonstruktion des Abendmahls n. Leonardo da Vinci in Haigerloch/Hohenzollern an der Halbritter mitwirkte. Initiator dafür war Friedrich Schüz.
Halbritter schuf Portraitmedaillen unter anderem von Goethe (1949), Ernst Bloch (1977), Norbert Greinacher (1977), Walter Jens (1984), Hans Küng (1980).

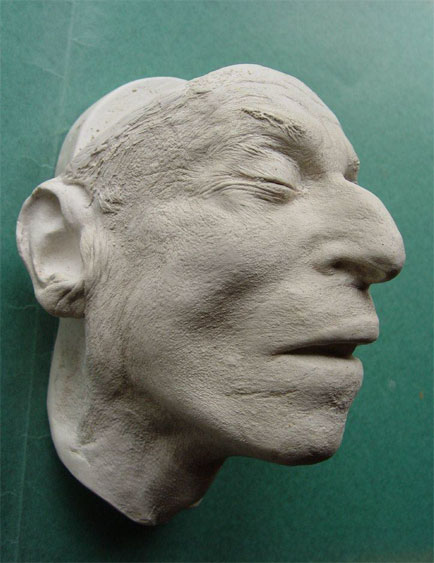
Totenmaske von Ernst Bloch, 1977

Totenmasken hat Gerhard Halbritter abgenommen u. a. von Ernst Bloch, Eduard Spranger, Friedrich Schüz aber auch von Gudrun Ensslin, Andreas Baader und Jan-Carl Raspe in den Tagen nach deren Selbstmorden in der sogenannten Todesnacht von Stammheim am 18. Oktober 1977. Die verschollen geglaubten Abdrücke von Ensslin, Baader und Raspe sind im September 2009 über die rechtmäßige Erbin im Kunsthandel aufgetaucht.
Am 15. Juli 2002 starb Gerhard Richard Halbritter in seinem Haus in Tübingen.

## Auszeichnungen
- 1931: Silbermedaille für Design, Academie Royale Bruxelles

## Werke

### Arbeiten in der Öffentlichkeit
- 1951: Nepomuk, Haigerloch
- 1954: Kreuzigungsgruppe St. Luzen in Hechingen
- 1967: Epitaph Staatspräsident Bock, Nordstetten
- 1973: Kuno, Luithold, Aurelius, Münster Zwiefalten
- 1990: Epitaph Synagoge, Hechingen
- Vorhaben, die Totenmasken von Gudrun Ensslin, Andreas Baader und Jan-Carl Raspe im Haus der Geschichte der Bundesrepublik Deutschland in Bonn auszustellen.[5]

### Druckgrafik
- Herbstliche Hafenszene (Radierung; 1939 auf der Großen Deutschen Kunstausstellung)[6]
- Ste. Gudule, Brüssel (Radierung; 1939 auf der Großen Deutschen Kunstausstellung)[7]
- Historischer Innenraum (Radierung; 1939 auf der Großen Deutschen Kunstausstellung)[8]